# SpaceX CRS-4
SpaceX CRS-4 è stata la quarta missione commerciale della Space Exploration Technologies (SpaceX) nell'ambito del contratto con la NASA Commercial Resupply Services, per il rifornimento della Stazione spaziale internazionale.
Il lancio è avvenuto il 21 settembre 2014, alle 05:52:03 UTC, dal SLC-40 (Space Lauch Complex 40) della Cape Canaveral Air Force Station. Il berthing alla Stazione spaziale internazionale è stato effettuato due giorni dopo, il 23 settembre. La capsula ha trasportato 2216 kg di carico utile tra rifornimenti per gli astronauti ed esperimenti scientifici, compresa la prima stampante 3D ad essere portata nello spazio.
Il rientro nell'atmosfera con ammaraggio non distruttivo nell'Oceano Pacifico è avvenuto il 25 ottobre 2014 alle 19:39 UTC. La capsula ha riportato sulla Terra 1486 kg di carico, tra cui vari esperimenti scientifici, come il Fundamental and Applied Studies of Emulsion Stability (FASES). Gli studi compiuti sui materiali scientifici riportati aiuteranno i progressi nello sviluppo di pannelli fotovoltaici e componenti elettronici basati su semiconduttori più efficienti; inoltre miglioreranno lo sviluppo di piante adatte alla coltivazione in serre spaziali (studio NanoRacks-Girl Scouts of Hawai’i-Arugula Plant Growth), e l'agricoltura sostenibile.

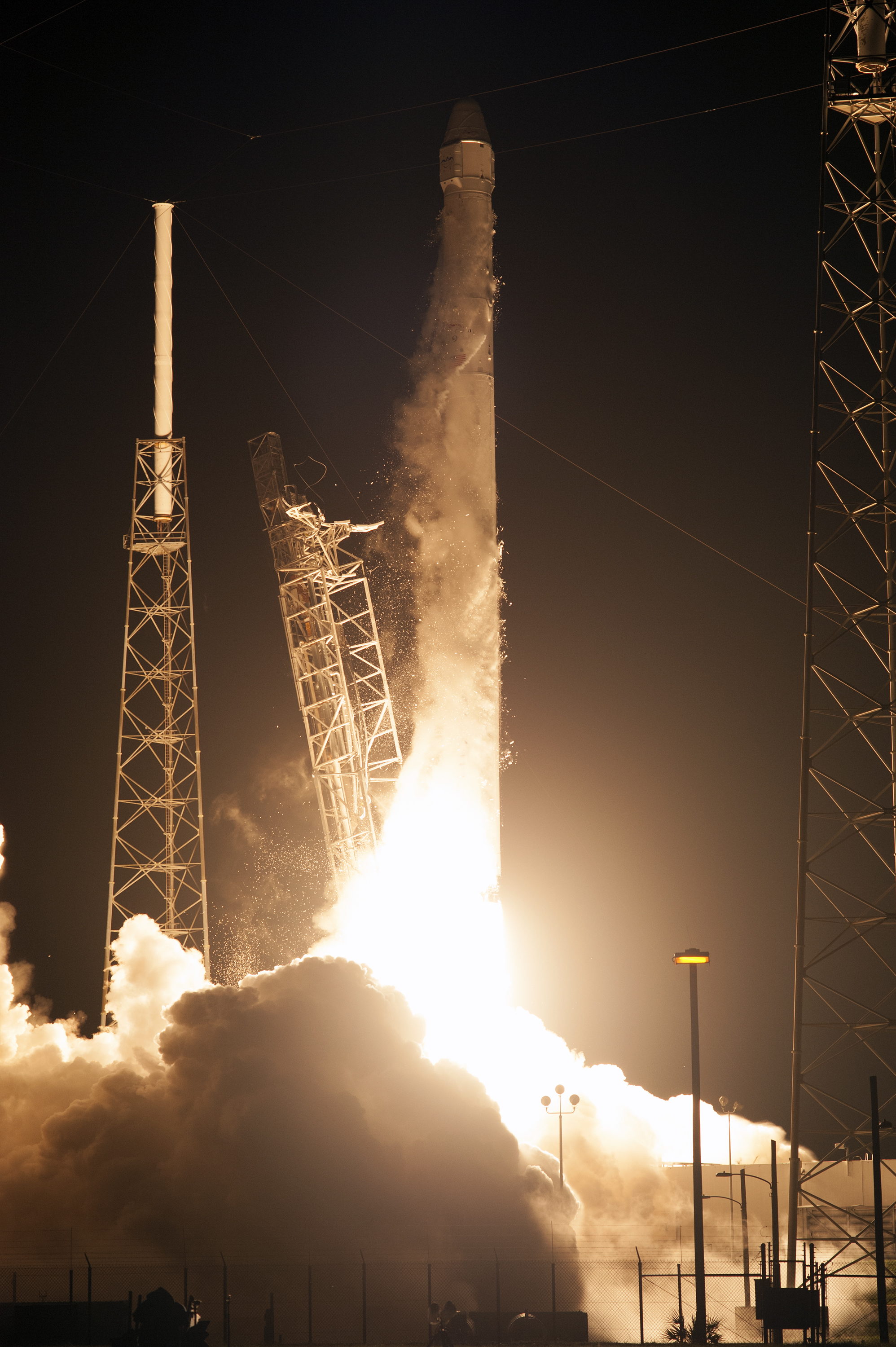
Il Falcon 9 inizia il suo viaggio verso l'orbita terrestre. (NASA)